# Elektronska faktura
Postoji veliki broj različitih definicija e-faktura, ali ako pokušamo da ih definišemo u jednoj rečenici, onda su to fakture/računi koji se izdaju, primaju i obrađuju isključivo elektronskim putem. Drugim rečima, one predstavljaju razmenu računa (faktura) i propratnih informacija od preduzeća do njegovih klijenata, koristeći elektronsku infrastrukturu, uglavnom Internet.
Ovaj način izdavanja i primanja računa (faktura) može da proizvede značajne uštede u tradicionalnoj štampi, obračuna PTT usluga i plaćanja doznakom, a kao dodatna korist je značajno smanjenje upotrebe papira.

## Modeli e-faktura
Postoje dva različita modela e-faktura:
- Model direktnog plaćanja - Ovo se odnosi na pristup u kome potrošači vrše plaćanja direktno na izdavaocu računa čije račune oni primaju na sajtu firme koja je izdala račun. Primer bi bio javno komunalno preduzeće koja nudi ovu uslugu za plaćanje svojim potrošačima.
- Model konsolidacije - Pristup po ovom modelu je da plaćanje izvrši agregator ili konsolidator, obično sa posrednik u radu sa potrošačima i bankama . Ovaj model omogućava potrošaču da isplate više različitih faktura izdavaocima koji su registrovani da primaju uplate. Primer u Srbiji je Halcom[2]

## Opseg e-fakture
Izdavaoci, banke, primaoci i konsolidatori mogu da igraju različite uloge u celokupnom procesu. Kada se definišu uloge, lakše se identifikuje koji model je najpogodniji za strategiju klijenta. Izdavalac može implementirati više od jednog modela kako bi najbolje opslužio svoje klijente. Pošto se industrija stalno menja i redefiniše, opcije i mogućnosti će nastaviti da se šire.